# Héctor Barberá
Héctor Barberá (Dos Aguas, 2 de Novembro de 1986) é um motociclista espanhol que disputa o mundial de MotoGP.

## Carreira
Héctor Barberá começou a pilotar em 2002.

## Estatisticas

### Por temporada
| Temporada | Classe | Moto    | Time                     | Corrida | Vitórias | Podiums | Pole | Volta Rápida | Pts  | Posição |
| --------- | ------ | ------- | ------------------------ | ------- | -------- | ------- | ---- | ------------ | ---- | ------- |
| 2002      | 125cc  | Aprilia | Master - Aspar Team      | 15      | 0        | 0       | 0    | 0            | 50   | 14º     |
| 2003      | 125cc  | Aprilia | Master - Aspar Team      | 16      | 2        | 5       | 0    | 2            | 164  | 3º      |
| 2004      | 125cc  | Aprilia | Seedorf Racing           | 16      | 4        | 7       | 1    | 4            | 202  | 2º      |
| 2005      | 250cc  | Honda   | Fortuna Honda            | 16      | 0        | 0       | 0    | 0            | 120  | 9º      |
| 2006      | 250cc  | Aprilia | Fortuna Aprilia          | 14      | 1        | 3       | 2    | 1            | 152  | 7º      |
| 2007      | 250cc  | Aprilia | Team Tóth                | 17      | 0        | 5       | 0    | 1            | 177  | 5º      |
| 2008      | 250cc  | Aprilia | Team Tóth                | 12      | 0        | 4       | 2    | 1            | 142  | 6º      |
| 2009      | 250cc  | Aprilia | Pepe World Team          | 16      | 3        | 8       | 4    | 1            | 239  | 2º      |
| 2010      | MotoGP | Ducati  | Paginas Amarillas Aspar  | 18      | 0        | 0       | 0    | 0            | 90   | 12º     |
| 2011      | MotoGP | Ducati  | Mapfre Aspar Team MotoGP | 16      | 0        | 0       | 0    | 0            | 82   | 11º     |
| 2012      | MotoGP | Ducati  | Pramac Racing            | 15      | 0        | 0       | 0    | 0            | 83   | 11º     |
| 2013      | MotoGP | FTR     | Avintia Blusens          | 18      | 0        | 0       | 0    | 0            | 35   | 16º     |
| 2014      | MotoGP | Avintia | Avintia Racing           | 18      | 0        | 0       | 0    | 0            | 26   | 18º     |
| 2014      | MotoGP | Ducati  | Avintia Racing           | 18      | 0        | 0       | 0    | 0            | 26   | 18º     |
| 2015      | MotoGP | Ducati  | Avintia Racing           | 18      | 0        | 0       | 0    | 0            | 33   | 15º     |
| 2016      | MotoGP | Ducati  | Avintia Racing           | 8       | 0        | 0       | 0    | 0            | 58*  | 7º*     |
| Total     |        |         |                          | 233     | 10       | 32      | 9    | 10           | 1653 |         |

* Temporada em progresso.